# Reformovaná církev

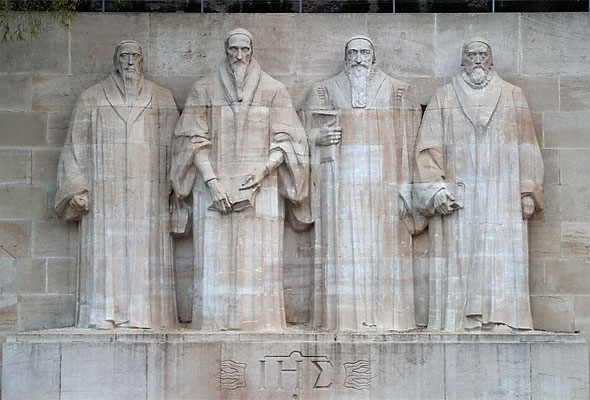
Pomník kalvínských teologů v Ženevě

Reformované církve vzešly ze švýcarské reformace 16. století spojené se jmény Ulricha Zwingliho a Jana Kalvína. Jejich doktrínou je kalvinismus, který představuje po luteránství druhý nejvýznamnější směr protestantského učení.
Spolu s luterány vyznávají reformovaní spasení z Boží milosti (sola gratia) na základě Bible (sola scriptura), které člověk přijímá vírou (sola fide). Svou víru definují v helvetském vyznání víry. Zdůrazňují svrchovanou Boží vládu nad světem. Jejich bohoslužby jsou prosté, zbaveny ceremonií. Na rozdíl od luteránů však Večeři Páně chápou jako pouze symbolické připomínání Kristovy oběti a jeho přítomnosti v církvi.

## Rozšíření a uspořádání
V Evropě se kromě Švýcarska tyto církve nejvíce rozšířily ve Francii, Nizozemsku a Maďarsku. Ve Skotsku a ve Spojených státech se užívá označení presbyterní církve, podle způsobu vnitřní organizace církve. Presbyterní (nebo též presbyterně-synodní) zřízení je charakterizováno vícestupňovostí církevní správy: sbor volí tzv. starší (presbytery), z nichž se opět volbou vysílají zástupci do vyšších orgánů. Vedle toho existují církve se zřízením kongregačního typu, kde každý sbor tvoří samostatnou jednotku a nemá nad sebou žádný nadřízený orgán (např. baptisté).
Většina národních církví je sdružena do Světového společenství reformovaných církví (WCRC, World Communion of Reformed Churches, dříve Světová aliance reformovaných církví) které zahrnuje více než 230 reformovaných církví po celém světě a má kolem 80 milionů členů.,

## Reformované církve v českých zemích
Toleranční patent z roku 1781 povoloval v Čechách a na Moravě dvě protestantské církve - augsburského (tj. luterského) a helvetského (tj. kalvínského) vyznání. Koncem roku 1918 se církve sloučily a sbory obou církví vytvořily Českobratrskou církev evangelickou (ČCE). K reformované tradici se hlásí také např. Bratrská jednota baptistů (od r. 2019) nebo Církev bratrská (původně s názvem Svobodná reformovaná církev a později Jednota českobratrská).